# Ajuchitlán
Ajuchitlán är en ort i Mexiko.   Den ligger i kommunen Colón och delstaten Querétaro Arteaga, i den centrala delen av landet, 170 km nordväst om huvudstaden Mexico City. Ajuchitlán ligger 1 970 meter över havet och antalet invånare är 4 876.
Terrängen runt Ajuchitlán är platt åt sydväst, men åt nordost är den kuperad. Runt Ajuchitlán är det ganska tätbefolkat, med 111 invånare per kvadratkilometer. Närmaste större samhälle är Ezequiel Montes, 13,4 km öster om Ajuchitlán. Trakten runt Ajuchitlán består i huvudsak av gräsmarker.